# Lanius mackinnoni
L'averla di MacKinnon o fiscal di MacKinnon (Lanius mackinnoni Sharpe, 1891) è un uccello passeriforme appartenente alla famiglia dei Lanidi.

## Etimologia
Il nome scientifico della specie, mackinnoni, rappresenta un omaggio al medico e amministratore coloniale scozzese Archibald MacKinnon: il nome comune di questi uccelli altro non rappresenta se non la traduzione di quello scientifico.

## Descrizione

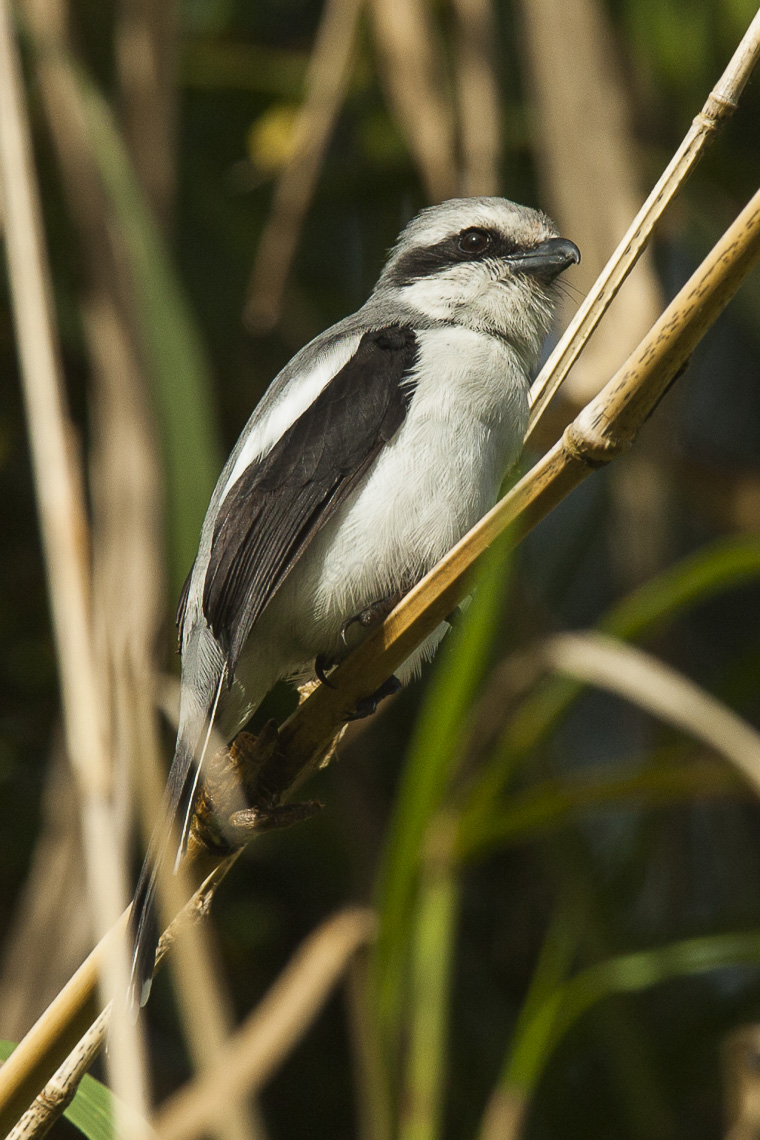
Esemplare in Uganda.

### Dimensioni
Misura 20-21 cm di lunghezza, per 35.6-37 g di peso.

### Aspetto
Si tratta di uccelli dall'aspetto robusto ma slanciato, muniti di grossa testa ovale e allungata che sembra direttamente incassata nel torso, becco forte e piuttosto corto dall'estremità adunca, ali corte e arrotondate, forti zampe artigliate e coda piuttosto lunga e dall'estremità vagamente romboidale.
Il piumaggio si presenta di colore grigio topo su calotta (fronte, vertice e nuca), dorso, codione e scapolare, mentre sopracciglio, guance, gola, petto, fianchi, ventre e sottocoda sono di colore bianco-grigiastro: bianche sono anche le copritrici, mentre le remiganti, la coda e la mascherina facciale (piuttosto sottile, che si estende dai lati del becco all'area auricolare) sono di colore nero.

È presente dimorfismo sessuale: le femmine, infatti, presenta sfumature di color mattone sui fianchi (in particolar modo sull'area coperta dalle ali quando esse sono chiuse) ed alla base delle ali, assenti nei maschi (nei quali possono essere presenti in tali zone sfumature di colore beige).
Gli occhi sono di colore bruno scuro: le zampe sono di colore grigio-nerastro, ed anche il becco è nerastro.

## Biologia
Si tratta di uccelli dalle abitudini di vita diurne e solitarie, molto territoriali, i quali passano gran parte del proprio tempo appollaiati su un posatoio in evidenza dal quale possono godere di una visuale privilegiata sul proprio territorio: in tal modo, essi sono in grado di individuare agevolmente sia eventuali prede (sulle quali si avventano planando dall'alto) che potenziali intrusi conspecifici (i quali vengono prontamente redarguiti con aspri ed alti richiami aggressivi ed in seguito attaccati).

### Alimentazione
L'averla di MacKinnon è un animale insettivoro, la cui dieta si compone perlopiù di grossi insetti quali ortotteri e coleotteri, ma anche insetti alati quali emitteri e isotteri 8che vengono catturati in volo) e formiche, di altri invertebrati e, sebbene sporadicamente, di piccoli vertebrati.

### Riproduzione
Si tratta di uccelli monogami, la cui stagione riproduttiva cade fra settembre ed aprile.
Il maschio corteggia la femmina già verso agosto, con parate piuttosto semplici basate su movimenti e posizionamenti del copro e su offerte rituali di cibo, al termine delle quali avviene la copula: i due sessi collaborano sia nella costruzione del nido (una struttura a coppa di rametti e fibre vegetali, ubicata in un cespuglio o fra i rami di un albero basso) che nella cova e nell'allevamento dei pulli, i quali schiudono ciechi ed implumi ma divengono indipendenti dai genitori già attorno al mese di vita.

## Distribuzione e habitat

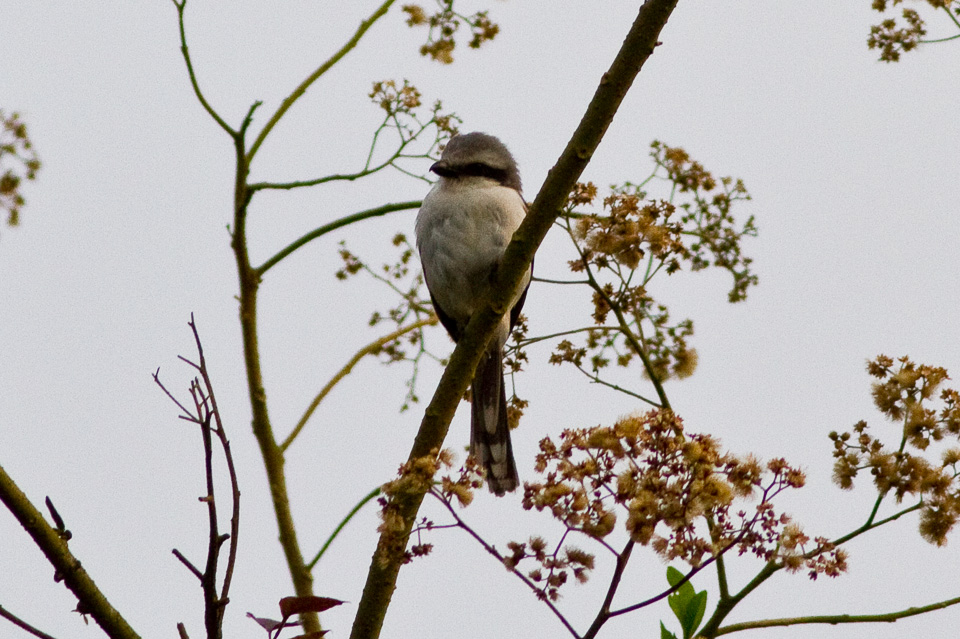
Esemplare sul monte Camerun.

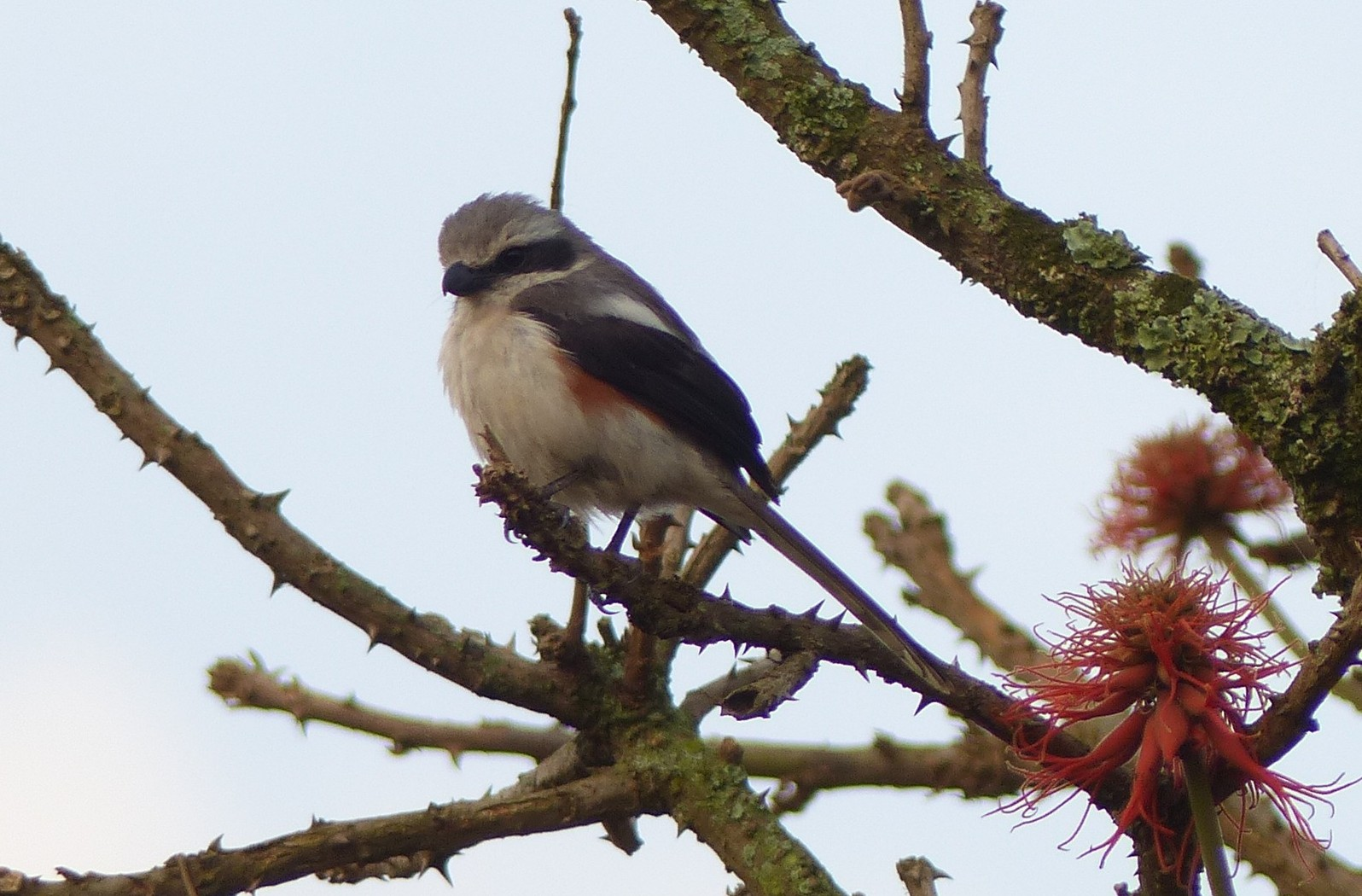
Femmina in natura.

L'averla di MacKinnon popola, con areale disgiunto, l'Africa centrale: la popolazione occidentale abita un'area che va dall'area di Obudu, in Nigeria sud-orientale, al nord-est dell'Angola (con gli avvistamenti più meridionali di questi uccelli effettuati nell'area di Quiculungo), attraverso la fascia costiera del Camerun, la Guinea Equatoriale ed il Gabon orientali, il Congo-Brazzaville occidentale, Cabinda e l'estremità occidentale del Congo-Kinshasa. La popolazione orientale popola invece l'area che va dall'estremo nord-est del Congo-Brazzaville al Kenya sud-occidentale attraverso il nord e il nord-est del Congo-Kinshasa e le sponde del lago Vittoria (Uganda meridionale Ruanda, Burundi e Tanzania nord-occidentale).

Sebbene i giovani possano effettuare spostamenti di modesta entità alla ricerca di territori da colonizzare, non si tratta di una specie migratrice.
L'habitat di questi uccelli è rappresentato dalle aree di savana erbosa con presenza isolata di macche alberate o cespugliose: essi popolano inoltre il limitare della foresta secca, le aree di foresta secondaria degradata e si spingono senza problemi sul limitare dei villaggi, nelle coltivazioni o nelle aree suburbane. Questo opportunismo ha fatto sì che l'areale dell'averla di MacKinnon sia attualmente registrato come in espansione.

## Tassonomia
Sebbene alcuni autori separino le due popolazioni disgiunte, riconoscendo quella orientale come nominale e quella occidentale col nome di zenkerianus, l'averla di MacKinnon viene generalmente riconosciuta come monotipica.